# Крстац (Јабланица)
Крстац је насељено мјесто у Босни и Херцеговини у општини Јабланица које административно припада Федерацији Босне и Херцеговине. Према попису становништва из 1991. у насељу је живјело 221 становника.

## Становништво
По последњем службеном попису становништва из 1991. године, у насељу Крстац је живео 221 становник. Сви становници су били Муслимани. Муслимани се данас углавном изјашњавају као Бошњаци.
| Демографија | Демографија | Демографија |
| Година      | Становника  | Становника  |
| ----------- | ----------- | ----------- |
| 1991.       | 221         |             |